# Douglas World Cruiser
Il Douglas World Cruiser (a volte indicato con la sigla DWC) era un biplano monomotore realizzato dall'azienda statunitense Douglas nel corso del 1923, su specifica richiesta dello United States Army Air Service che lo volle impiegare in una crociera programmata allo scopo di compiere l'intera circumnavigazione del globo terrestre.

## Sviluppo
Il progetto del World Cruiser nacque per un'idea ben definita: un giro del mondo in aereo. La componente aerea dell'US Army era alla ricerca di un velivolo che potesse unire caratteristiche di affidabilità e robustezza alla flessibilità operativa (rappresentata in particolare dalla possibilità di operare come velivolo anfibio) ed all'elevata autonomia.
Mentre, in un primo momento, le autorità mostrarono interesse nei confronti del Douglas Cloudster (primo prodotto della casa californiana), il costruttore stesso avanzò la proposta per un velivolo derivato dal Douglas DT già in servizio con la US Navy.
La proposta incontrò il favore del committente e nell'estate del 1923 venne realizzato il prototipo: presto avviato ad un ciclo di prove valutative, non evidenziò aspetti critici, sia nella versione con carrello d'atterraggio che in quella idrovolante.
Vennero così ordinati altri quattro esemplari del World Cruiser (destinati a compiere la trasvolata); l'ultimo di questi venne consegnato nel marzo del 1924.

## Descrizione tecnica

### Struttura

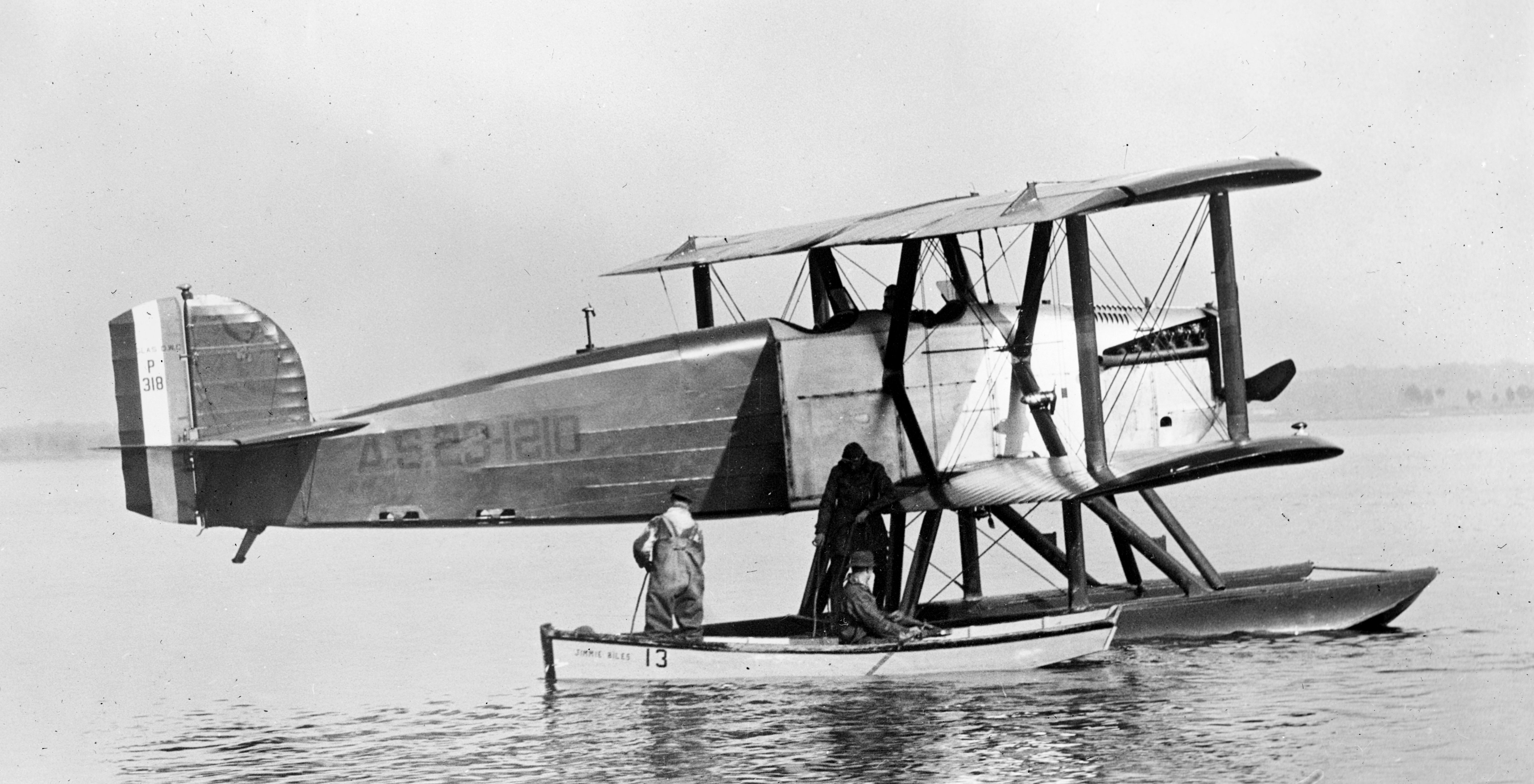
Il prototipo del World Cruiser.

Il Douglas DWC manteneva tutte le caratteristiche di base del modello DT dal quale derivava: biplano con struttura mista, aveva ali in legno con rivestimento di tela e fusoliera in tubi di acciaio saldati; la parte anteriore era rivestita in lega leggera mentre in quella posteriore il rivestimento era in tela. Gli impennaggi erano costituiti da piani verticali realizzati in legno e da piani orizzontali in tubi d'acciaio con rivestimento in tela; lo stabilizzatore era collocato alla base della deriva.
Per le manovre di atterraggio e di decollo il velivolo poteva impiegare sia il carrello (di tipo classico, fisso, con pattino di coda) sia due galleggianti; i due sistemi erano intercambiabili con facilità.
La principale modifica rispetto al velivolo di base era costituita dalla dotazione di serbatoi di carburante: il DWC non prevedeva l'installazione delle dotazioni belliche ed il risparmio di peso ottenuto consentì di incrementare la quantità di carburante trasportabile; il risultato finale si concretizzò nell'aumento dell'autonomia dalle 293 miglia del DT-2 alle 2 200 del DWC.

### Motore
Anche la motorizzazione del World Cruiser riprendeva quella già collaudata con il DT: il propulsore era infatti un Liberty L-12, motore a V di dodici cilindri raffreddato a liquido. Volendo privilegiare l'affidabilità, a discapito delle prestazioni massime, venne scelta una versione leggermente meno potente (420 hp) rispetto a quella impiegata nel velivolo in servizio attivo con l'US Navy (450 hp).
Aspetto particolare riguardava l'impianto di raffreddamento: questo era realizzato in modo tale che il radiatore fosse agevolmente sostituibile, consentendo così di adeguare con facilità le dimensioni della superficie radiante alle necessità determinate dal clima delle regioni di volta in volta attraversate nel corso del lungo tragitto previsto.

## Impiego operativo
Il primo giro del mondo in volo (l'obiettivo per cui era stato ordinato il Douglas World Cruiser) era, secondo alcune fonti, oggetto di competizione fra più nazioni e, per l'epoca, rappresentava una sfida avventurosa: nel 1974 celebrando il 50º anniversario dell'impresa il giornalista specializzato Peter M. Bowers ebbe a scrivere che "La grandezza di quel volo, in termini di studi preliminari, ingegneria, supporto logistico, addestramento degli equipaggi, cooperazione tra servizi, autorizzazioni diplomatiche, abilità e determinazione è quasi direttamente paragonabile ad un allunaggio di oggi".
Mentre il prototipo del DWC venne impiegato per l'addestramento degli equipaggi, i quattro velivoli destinati a compiere il giro del mondo vennero trasferiti a Sand Point (cittadina nei pressi di Seattle) dove, con una fastosa cerimonia, vennero ufficialmente battezzati: numerati da 1 a 4 divennero rispettivamente Seattle, Chicago, Boston, New Orleans.
Tra gli aspetti curiosi dell'evento vi fu l'utilizzo di acqua per la cerimonia di battesimo: in epoca di proibizionismo vennero impiegate acque provenienti dai luoghi dai quali i velivoli prendevano il nome.
L'impresa, dopo qualche rinvio causato dalle condizioni meteorologiche, ebbe ufficialmente inizio il 6 aprile 1924 con direzione ovest. L'inverno più rigido degli ultimi dieci anni mise subito a dura prova le macchine e gli equipaggi (che viaggiavano in postazioni scoperte); il 30 aprile nei cieli dell'Alaska il Seattle precipitò durante una tempesta di neve. Dopo pochi giorni l'equipaggio, messosi in salvo, riuscì a far avere proprie notizie e venne dato l'ordine di proseguire la missione.

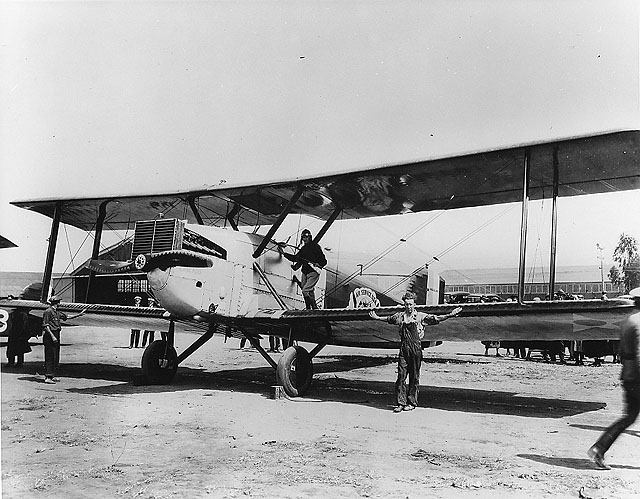
Il DWC Chicago in una foto dell'epoca.

In tutte le grandi città toccate lungo il tragitto gli equipaggi ricevettero grandi manifestazioni d'affetto; tuttavia la consapevolezza di avere davanti a sé ancora la maggior parte del percorso e la necessità di portare a termine l'impresa (con la traversata dell'Atlantico) prima dell'arrivo del nuovo inverno, era fonte di preoccupazione per tutti i componenti della spedizione.
La parte del tragitto che toccò il Giappone, la Cina, la penisola indiana ed il medio oriente fu caratterizzata da climi caldi (che condizionarono negativamente le prestazioni dei propulsori), ma non fu interessata da incidenti di particolare rilievo.
Il 17 luglio i tre velivoli lasciarono la Gran Bretagna alla volta delle Isole Orcadi per procedere verso l'Islanda: durante il tragitto, il 3 agosto quando le Isole Fær Øer erano alle spalle, un guasto al motore costrinse il Boston all'ammaraggio d'emergenza. Anche in questo caso l'equipaggio venne recuperato dall'incrociatore leggero USS Richmond (CL-9) della US Navy, ma il velivolo era definitivamente perso.
Rimaneva l'ultima grande incognita: il 24 agosto i due restanti World Cruiser decollarono dal villaggio groenlandese di Ivittuut per compiere la traversata finale che li avrebbe riportati sul continente americano; dopo una settimana di silenzio, il 31 agosto, l'arrivo sulle coste del Labrador pose termine alla lunga attesa e diede nuovo vigore ai festeggiamenti: all'arrivo a Boston gli equipaggi vennero sommersi dalla folla in un tripudio di celebrazioni.
Lungo il tragitto che li riportò a Seattle i velivoli, raggiunti ed accompagnati dal prototipo ribattezzato Boston II (in ricordo del secondo velivolo precipitato durante il viaggio), fecero tappa a Washington e furono ricevuti dal Presidente Calvin Coolidge che attese per ore sotto la pioggia l'arrivo dei velivoli, rifiutando di perdersi il grande evento.
L'arrivo trionfale, il 28 settembre a Seattle delimitò i confini dell'impresa: 26 345 miglia (circa 42 400 km), 175 giorni di viaggio, 363 h e 7 min di volo effettivo alla velocità media di 72,5 mph (circa 117 km/h).

## Utilizzatori
Dati tratti da "Enciclopedia L'Aviazione".
 Stati Uniti
- United States Army Air Service